# Топонимия Мальты

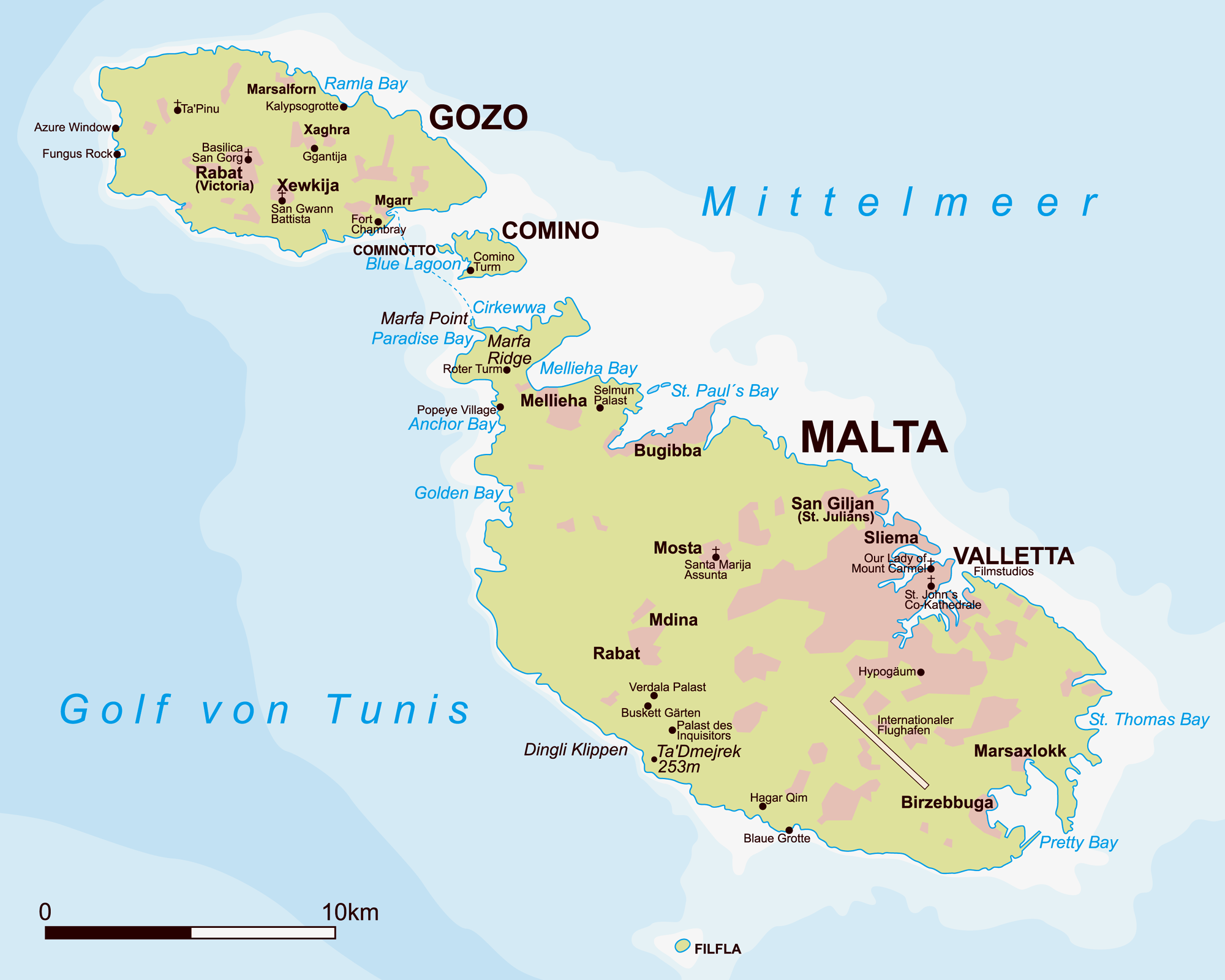
Карта Мальты

Топонимия Мальты — совокупность географических названий, включающая наименования природных и культурных объектов на территории Мальты. Структура и состав топонимии страны обусловлены её географическим положением и богатой историей.

## Название страны
Происхождение топонима «Мальта» точно не установлено. По данным Е. М. Поспелова, название известно с XIII века до н. э. как наименование финикийской колонии «Мелита», по-видимому, происходящего от индоевропейской основы -mala, -melu — «гора, холм».
Согласно другой гипотезе, слово «Мальта» происходит от финикийского слова «Малет», означавшего «убежище, пристанище» или «порт» в отношении многих заливов и бухт Мальты. Как указывает В. А. Никонов, из-за созвучия с греческим словом «мели» (греч. μέλι) — «мёд» — топониму наивно придавали значение «пасека».
У.Смит в «Словаре греческой и римской географии» (1854) отмечает, что слово «Мальта» появляется в его нынешнем виде в книге-указателе Итинерарий Антонина, составленном в III веке н. э.. При этом в «Деяниях Апостолов» упоминается некий остров Мелит, куда был выброшен корабль, на котором плыл апостол Павел в 58 или 60 году. Вопрос об идентификации острова Мелит был спорным на протяжении почти тысячи лет. Византийский император Константин VII Багрянородный в X веке полагал, что это небольшой остров Меления, сегодняшний Млет, возле берегов Хорватии. Высказывалась также точка зрения, что Мелит — не что иное как остров Кефалония. Современные же библеисты отождествляют Мелиту именно с Мальтой.

## Формирование и состав топонимии
Государство Мальта представляет собой архипелаг, расположенный на островах Мальта (мальт. Malta), Гоцо (мальт. Għawdex), Комино (мальт. Kemmuna), Коминотто (мальт. Kemmunett), Делимара (мальт. Sikka ta' Delimara), Фильфла (мальт. Filfla), Фильфолетта (мальт. Filfoletta), Острова Святого Павла (мальт. Il-Gżejjer ta' San Paw), Маноэль (мальт. Il-Gżira Manwel), Грибная скала (мальт. Il-Ġebla tal-Ġeneral), при этом обитаемыми являются только первые три.
Мальта — единственная европейская страна, не имеющая на своей территории рек и озёр и, соответственно, собственных внутренних гидронимов.
Ойконимия страны включает названия населённых пунктов, причём законодательство Мальты не дифференцирует населённые пункты по категориям «город», «посёлок», «деревня» — все населённые пункты страны имеют статус «города», а иногда вся страна рассматривается как единый «город-государство». Некоторые населённые пункты получили статус города («citta») в определённых исторических ситуациях, перечень таких исторических городов приведён в таблице.
| Русское название | Мальтийское название | Историческое название        | Год присвоения исторического названия | Примечания |
| ---------------- | -------------------- | ---------------------------- | ------------------------------------- | --- |
| Биргу            | Birgu                | Città Vittoriosa             | 1530                                  | Самый старый из «Трёх городов», столица Мальты с 1530 по 1571 годы. Статус города подтвержден после Великой осады Мальты в 1565 году. После снятия блокады госпитальеры дали Биргу новое название — «Читта Витториоза» (итал. Citta Vittoriosa), что в переводе с итальянского означает победоносный город. |
| Бормла           | Bormla               | Città Cospicua               | 1722                                  | Один из «Трёх городов». Статус города предоставлен в 1722 году Великим магистром Мальтийского ордена Марком-Антонио Дзондадари. Мальтийское название Bormla или Burmula происходит от Bir Mula, что означает «колодец Господа». |
| Мдина            | L-Imdina             | Città Notabile Città Vecchia |                                       | Город основан примерно в VIII веке до н. э. финикийцами под названием «Малет» (финик. 𐤌𐤋𐤈, Maleṭ), а позже римляне переименовал его в «Мелит». Во время арабской оккупации Мальты город получил своё нынешнее название, которое происходит от арабского слова «медина». Город был столицей Мальты на протяжении всего средневековья до прихода ордена госпитальеров в 1530 году, когда административным центром острова стал город Биргу.                                                                                                  |
| Корми            | Qormi                | Città Pinto                  | 1743                                  | Поселение упоминается в летописях с 1417 года, статус города был присвоен 25 мая 1743 года Великим магистром Мануэлом Пинту да Фонсека. |
| Виктория         | Il-Belt Victoria     | Città Victoria               | 1887                                  | Главный город острова Гоцо. Статус города предоставлен 10 июня 1887 года королевой Великобритании Викторией по ходатайству епископа и главного судьи Мальты, поданному по случаю празднования 50-летия её правления, тогда же переименован из Рабата в Викторию. |
| Сенгла           | L-Isla               | Città Invicta                | 1565                                  | Один из «Трёх городов». Название получил в честь Великого магистра Клода де ла Сангля (1494—1557). Статус города предоставлен после Великой осады Мальты в 1565 году. |
| Сиггеви          | Is-Siġġiewi          | Città Ferdinand              | 1797                                  | Этимология названия неизвестна. Статус города предоставлен 30 декабря 1797 года Великим магистром Фердинандом фон Гомпешем цу Болхейм по петиции дона Сальваторе Корсо и жителей города. |
| Валлетта         | Valletta             | Città Umilissima             | 1571                                  | Название дано в честь Великого магистра Жана Паризо де ла Валетта, основавшего город. Столица Мальты с 18 марта 1571 года. |
| Заббар           | Żabbar               | Città Hompesch               | 1797                                  | Название города, вероятно, происходит от мальтийского слова мальт. tiżbor — «обрезка деревьев». Действительно, в окрестностях города жили многие семьи, которые занимались обрезкой деревьев. Другая версия этимологии названия — элиминированная версия формы Ħas-Sabbar («деревня утешителей»), поскольку город посещали паломники со всего острова, чтобы помолиться Богоматери. Статус города предоставлен 14 сентября 1797 года Великим магистром Фердинандом фон Гомпешем цу Болхейм по просьбе дона Карло Каруана и жителей города. |
| Зеббудж          | Ħaż-Żebbuġ           | Città Rohan                  | 1777                                  | Название города с мальтийского языка переводится как «оливка» — от плантации оливковых деревьев, которые в древности были на месте городской церкви. Статус города предоставлен 21 июня 1777 года Великим магистром Эммануэлем де Роган-Полдю по петиции жителей. |
| Зейтун           | Żejtun               | Città Beland                 | 1797                                  | Название происходит от «зайтун» (араб. الزيتون‎) — названия оливы на сицилийском диалекте арабского языка. В то время как арабское слово zaytun обозначает плод оливкового дерева, само оливковое дерево называется zabbūğ/zanbūğ. Статус города был предоставлен 30 декабря 1797 года Великим магистром Фердинандом фон Гомпешем цу Болхейм по ходатайству дона Джакомо Микеле Тортеллы и жителей города. |